# Lưu Loan Hùng
Lưu Loan Hùng (sinh ngày 21 tháng 7 năm 1951) là tỷ phú Hồng Kông, nhà đầu tư bất động sản sở hữu 61% cổ phần của Tập đoàn bất động sản Chinese Estates Holdings. Tài sản của ông được tạp chí Forbes ước tính vào khoảng $11.5 tỉ Đô la Mỹ, tính đến tháng 6 năm 2015.

## Tiểu sử
Lưu Loan Hùng sinh năm 1951 tại Hồng Kông, quê quán ở huyện Triều An, Triều Châu. Cha là Lưu Hoả Vinh (劉火榮), mẹ tên là Diệp Thục Uyển, các anh chị em ruột là Lưu Loan Hồng, Lưu Ngọc Trân, Lưu Ngọc Huệ, v.v.
Ông theo học trường trung học St. Joseph's Anglo-Chinese School tại Hồng Kông. Trong những năm đầu, Lưu Loan Hùng và em trai Lưu Loan Hồng (Tế Lưu) thừa kế nhà máy quạt trần Nhạc Ký (岳記吊扇廠) do người cha lập nên.
Năm 1978, ông thành lập đơn vị sản xuất quạt trần có tên Ái Mĩ Cao (愛美高) cùng với Lương Anh Vĩ (梁英偉) và sau đó phát triển thành Tập đoàn Ái Mĩ Cao.

## Đời tư
Lưu Loan Hùng kết hôn với người vợ đầu là bà Bảo Vịnh Cầm (1954–2003) năm 1977 và ly dị năm 1992. Họ có với nhau con trai Lưu Minh Vĩ (劉鳴煒, sinh 1979) và con gái Jade Lưu Tú Dung (sinh 1983).
Lưu Minh Vĩ hiện là phó chủ tịch của Tập đoàn Chinese Estates Group, thành viên trong ban chỉ đạo của Quỹ từ thiện chăm sóc cộng đồng với vốn 10 tỉ đô la Hồng Kông; thành lập năm 2010. Năm 2011, anh tham gia vận động ủng hộ cho Đường Anh Niên trong đợt bầu cử Trưởng đặc khu hành chính Hồng Kông.
Năm 2001, Lưu Loan Hùng gặp Lữ Lệ Trân khi đó mới 24 tuổi và đã có với nhau một trai một gái.
Lưu Loan Hùng cũng có hai người con với trợ lý Kimbie Trần Khải Vận: con gái Josephine Lưu Tú Hoa (sinh 2008) và con trai Lưu Trọng Học (sinh 2012). Năm 2008, Lưu Loan Hùng trở thành ông nội khi có hai người cháu sinh đôi.
Con trai của Lưu Loan Hùng đã giữ chức Chủ tịch Tập đoàn Chinese Estates sau khi ông bị tòa án Macao tuyên án rửa tiền và hối lộ năm 2014. Tuy nhiên ông không đến Macao thụ án do Macao và Hồng Kông chưa có hiệp ước dẫn độ.
Sue Chan, chị gái của Trần Khải Vận trở thành giám đốc điều hành công ty do Lưu Loan Hùng thành lập.
Ngày 7 tháng 12 năm 2016, ông và người tình Trần Khải Vận đăng kí kết hôn tại Hồng Kông, sau khi đã có với nhau hai con.